# اكاديمية العلوم الدبلوماسية الدولية

## اكاديمية العلوم الدبلوماسية الدولية
اكاديمية العلوم الدبلوماسية الدولية  (بالإنجليزية: International Diplomatic Academy ، اختصاراً ( IDA  ) هي منظمة غير حكومية دولية تعليمة منبثقة عن الاتحاد الدبلوماسي الدولي  تعمل على تطوير العلوم والتعليم للحصول على شهادات والدراسات العليا عبر الإنترنت والتي تعد الطلاب بالمعرفة العملية والمهارات اللازمة للنجاح في مكان العمل. تقوم الأكاديمية أيضًا بتطوير الدورات التفاعلية على الفيديو يستخدمها الطلاب من في جميع أنحاء العالم.تسعى الأكاديمية إلى تمكين الدارسين والباحثين في الارتقاء العلمي والمهني من خلال تقديم خدمات تعليمية متنوعة ومرنة من البرامج الأكاديمية والتأهيلية ومن الدراسات والأبحاث في العلوم الاجتماعية والإنسانية، وابتكار حلول علمية  للأزمات المعاصرة.
تأسست اكاديمية العلوم الدبلوماسية الدولية  في جمهورية رومانيا ، مؤسسها ورئيسها الحالي الدكتور صالح محمد ظاهر يقع المقر الرئيسي للاتحاد حالياً في بروكسل (بلجيكا).
المهام الأساسية : جعل هذا العالم مكانًا أفضل من خلال النهوض بالعلوم التطبيقية والتعليم العلمي.

### الأهداف العامة:
– تقديم التأهيل المتخصص وبناء القدرات في المهارات الدبلوماسية والقيادية.
– تقديم برامج الدراسات العليا والدبلومات المهنية.
- خدمة الساعين للدراسة في مختلف جامعات العالم من خلال منصة علمية رقمية.
- تقديم الحلول العلمية وتقديرات المواقف للحكومات وصناع القرار.
– إثراء الحصيلة العلمية البحثية في العلوم الاجتماعية والإنسانية خاصة ما يتعلق بالعلوم الدبلوماسية.